# Miernik Jensena
W teorii zarządzania portfelem wskaźnik Jensena (lub ex-post alfa) jest używany do mierzenia odchylenia o przewidywanej wartości zwrotu z portfela obliczonej na podstawie historycznych wartości korelacji między portfelem rynkowym a badanym portfelem.
Teoretyczny zwrot jest przewidywany przez model rynkowy, najczęściej model wyceny aktywów kapitałowych (CAPM). Do wyznaczenia oczekiwanego zwrotu potrzebny jest współczynnik beta tego portfela.

## Obliczanie
W przy użyciu CAPM obliczanie wartości alfa wymaga następujących danych wejściowych:
- {\displaystyle R_{i}{:}} zaobserwowany zwrot portfela,
- {\displaystyle R_{M}{:}} zaobserwowany zwrot portfela referencyjnego (często indeksu),
- {\displaystyle R_{f}{:}} stopa wolna od ryzyka oraz
- {\displaystyle \beta _{iM}{:}} wskaźnik beta badanego portfolio.

Wtedy zgodnie z CAPM spodziewana stopa zwrotu z badanego portfela wynosi:
{\displaystyle R_{expected}=R_{f}+\beta _{iM}\cdot (R_{M}-R_{f}).}
W takim razie współczynnik Jensena – {\displaystyle \alpha _{J}} wynosi:
{\displaystyle \alpha _{J}=R_{i}-\left(R_{f}+\beta _{iM}\cdot (R_{M}-R_{f})\right).}